# Керамика майя
Керамика майя — технология и изделия из глины, существовавшие в государствах майя в разные периоды их существования цивилизации. Претерпела частичное влияния Теотиуакана и тольтеков.

## Характеристика
Майя был известен гончарный круг. При этом они достигли высокой степени совершенства в гончарстве. Керамика майя появляется примерно после XIV ст. до н. э.
Существовала специализация изделия из керамической продукции, поэтому гончары имели различные обозначения: «ah bocci chuen», «ah chuen kat», «ah chuen luum», «ah pat», «ah izac». Наиболее весомыми были гончары «ah pat cum» («тот, что изготавливает сосуды для пищи») и «ah pat ppul» («тот, кто изготавливает кувшины для жидкостей» — прежде всего воды, алкогольный напиток, что употреблялось во время ритуальных и праздничных действ). Гончарством занимались также и женщины, но их сфера деятельности ограничивалась сугубо бытовой керамикой.
При формировании посуды гончары применяли в качестве подставки камень или обрезок толстой доски, который крутили ногами. Большие предметы изготавливались ленточным способом. Наряду с лепкой от руки применялись также формы: в них отливались или части, или целые изделия. После этого ставили в печь.
Разнообразие керамических форм и различные виды техники украшения посуды, в частности гравировка, наклейка, роспись и др., менялись в различные периоды и в различных местностях. Также часть мастеров применяла сочетание глины и минералов для придания керамике необычного вида. Однако её изготавливали не в очень больших количествах, обычно для правителей и знати.
Немногочисленные изображения гончаров в рукописях, в свите или рядом от знати свидетельствует об устоях этой профессии и не слишком высоком статусе мастеров. При этом, сама профессия гончара была довольно распространена. Керамическими изделиями платилась дань, которая обменивалась на рынках на другие товары или продукты.

## Материал
Основу составляла глина. Майя использовали различные породы глины для разных изделий. Её находили в открытых речных системах горных долин. Также каждый из видов способствовал созданию специального оттенка готовой продукции. В глину добавлялся пепел, песок, магматическая (вулканическая) порода, прошедшая длительное время и смешивалась с глиной.

## Посуда
Основу составляла ритуальная посуда. Она применялась при жертвоприношениях, религиозных праздниках и при захоронениях.
Первый сосуд был овального вида, широкий, с округлым отверстием, почти без горловины. Расцвет производства такой посуды пришелся на середину и конец доклассического периода майя (с 900 года до н. э. к 250 году н. э.). В последующий период начинает появляться сосуда прямоугольной формы, для знати и ритуалов — на подставках в виде 4 «ножек» или у горловины делали невелички ручки. В этот же период (до 550 года) гончары начали использовать различные краски для украшения посуды.
С середины классического периода появляется посуда, которая закрывалась крышкой и которая открывалась при помощи ручки в виде животного или головы человека. Её часто использовали в храмах, где держали для подношения для богов, или в погребальных обрядах и ставили рядом с покойником.

### Надписи на керамике
Особым направлением была роспись керамической посуды, которая представляла собой изображение мифологических, ритуальных, дворцовых и батальных сцен, представляющее собой уникальный по богатству и разнообразию историко-этнографический источник для изучения мифологии, религии, социальной организации, быта элиты в городах майя классического периода.
На данный момент общее число известных специалистам сосудов со сценами, выполненными полихромной росписью или в технике резьбы по сырой глине превышает 2 тысячи. Росписи преимущественно сделаны красной и черной красками.

## Другие изделия
Мастера Майя в классический период изготавливали керамические маски и курительные трубки (для обладателей высшего жречества и аристократии), музыкальные инструменты (флейты и барабаны), простые и составные курительные и даже некоторые орудия, в частности грузики для рыболовных сетей, веретена, штампы для нанесения красочных узоров на кожу и другие.
Большое распространение имели статуэтки, фигурные сосуды и свистульки в виде животного или человека. Иногда они передают целые сцены — например, женщина с ребенком на спине собирает кукурузу. Многие из таких вещей являются настоящими памятниками искусства. Все они ярко раскрашивались синей, красной, черной, белой и жёлтой красками.

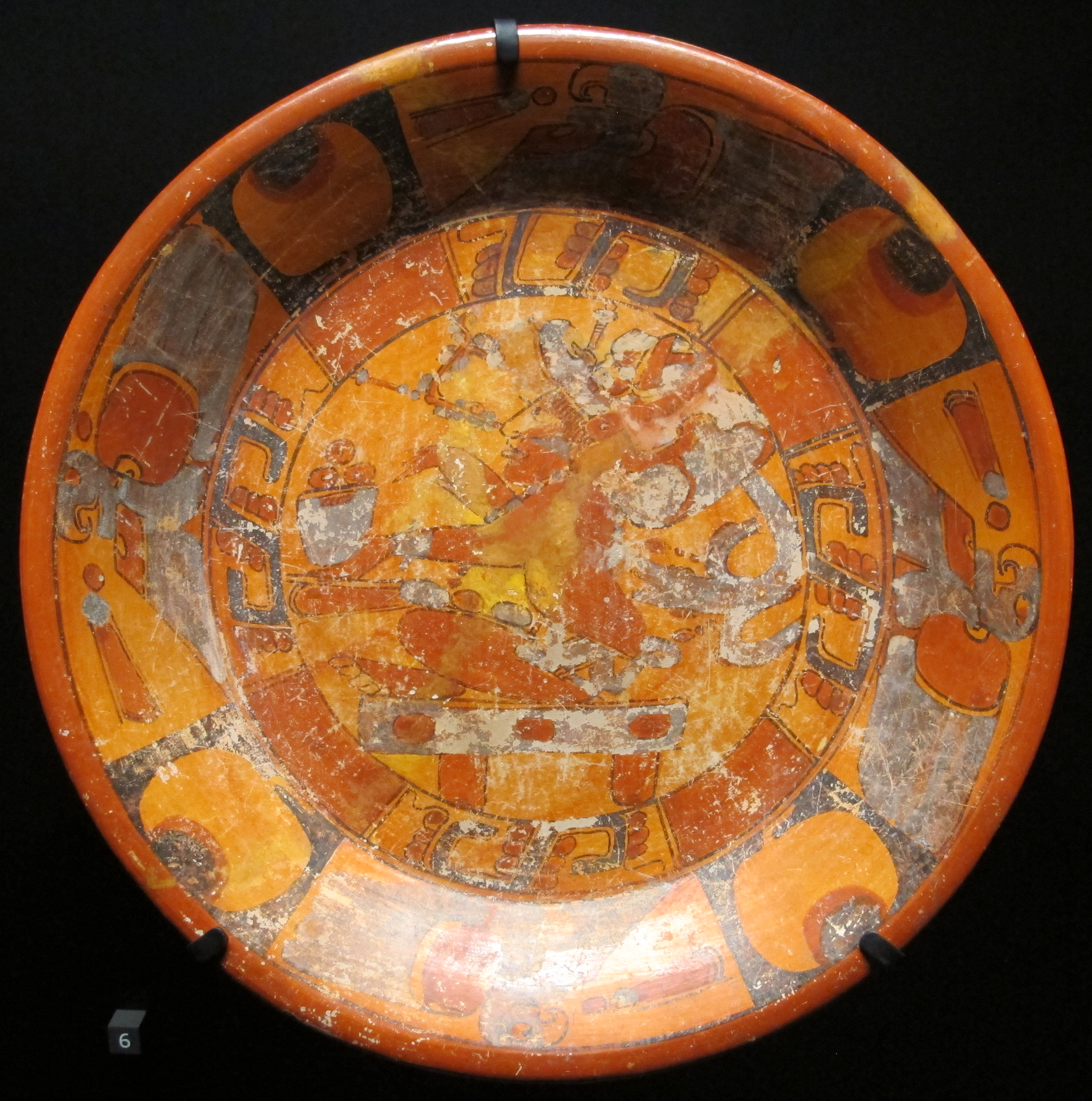
Тарелка
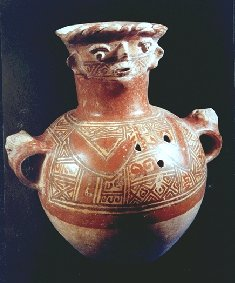
Погребальная урна
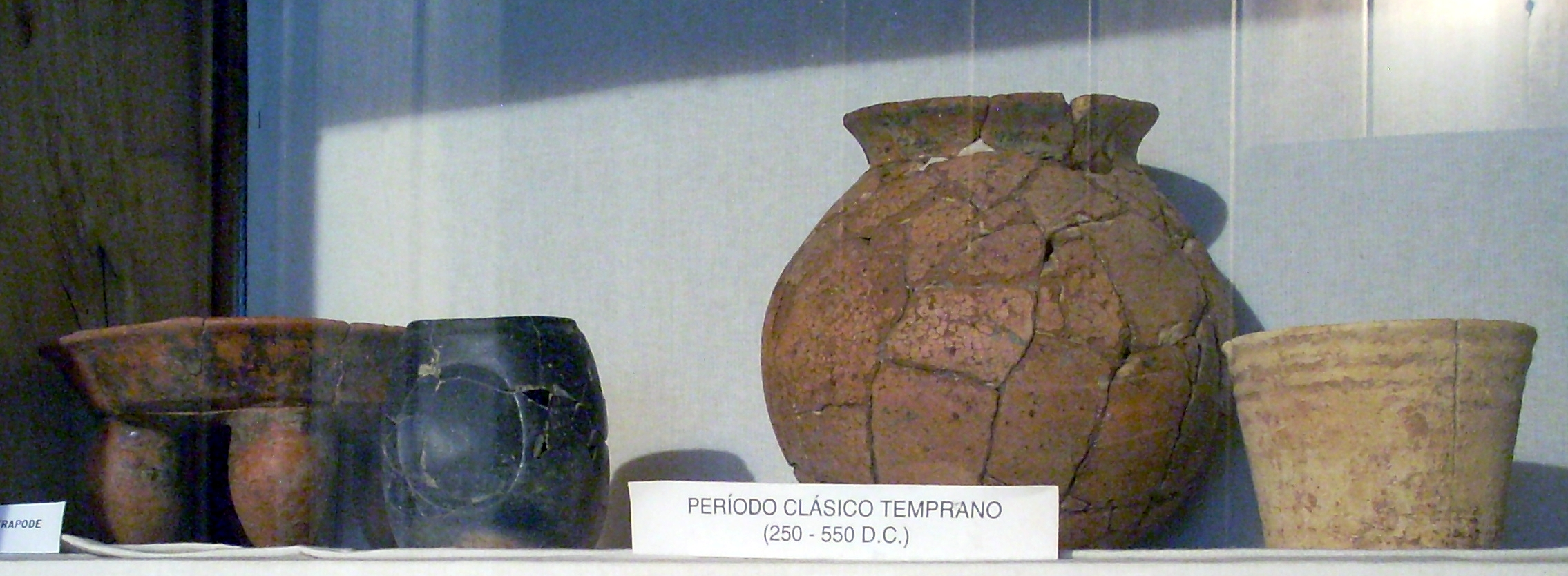
Керамика начала классического периода
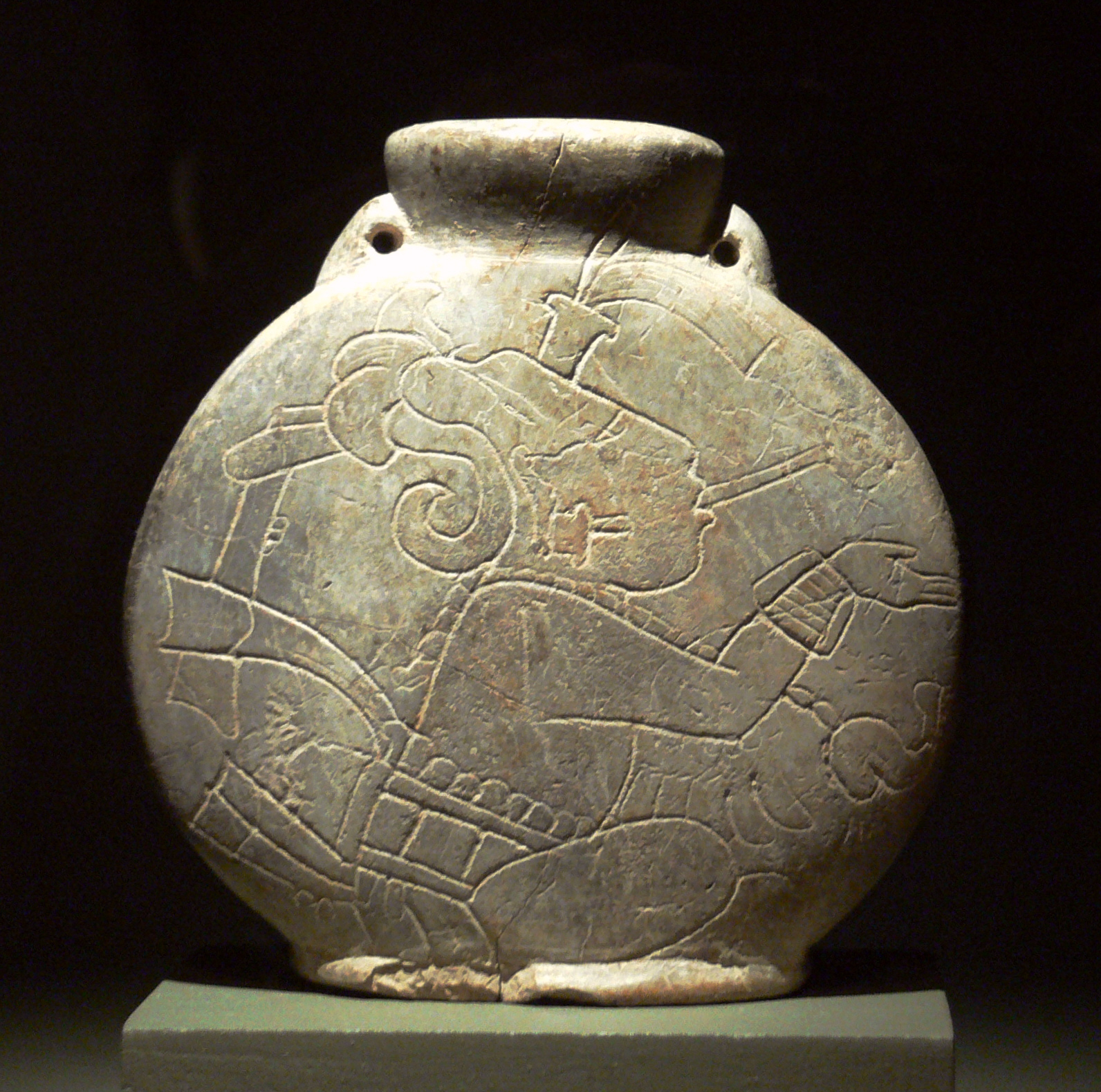
Бутылка с изображением обладателя
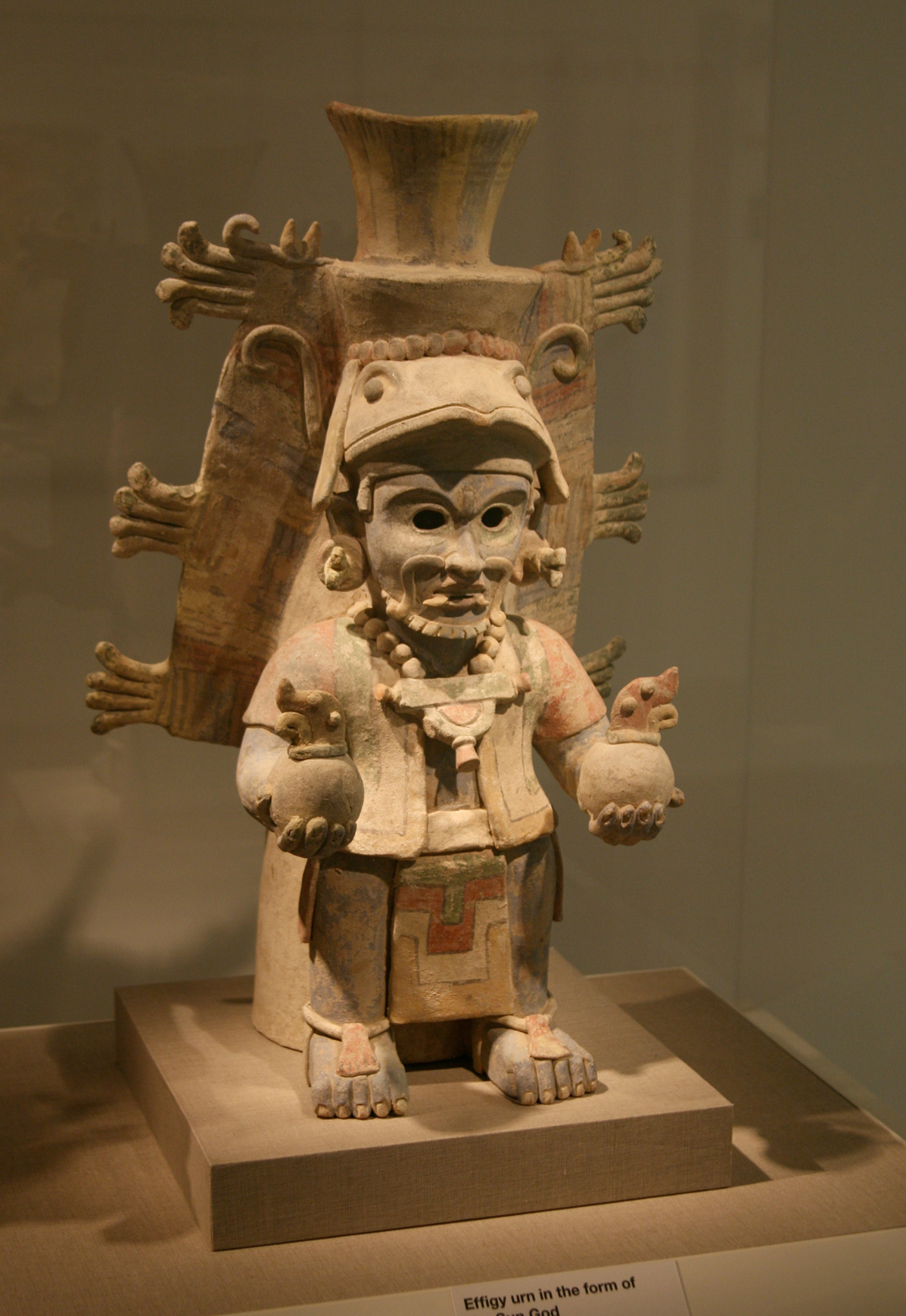
Бог солнца
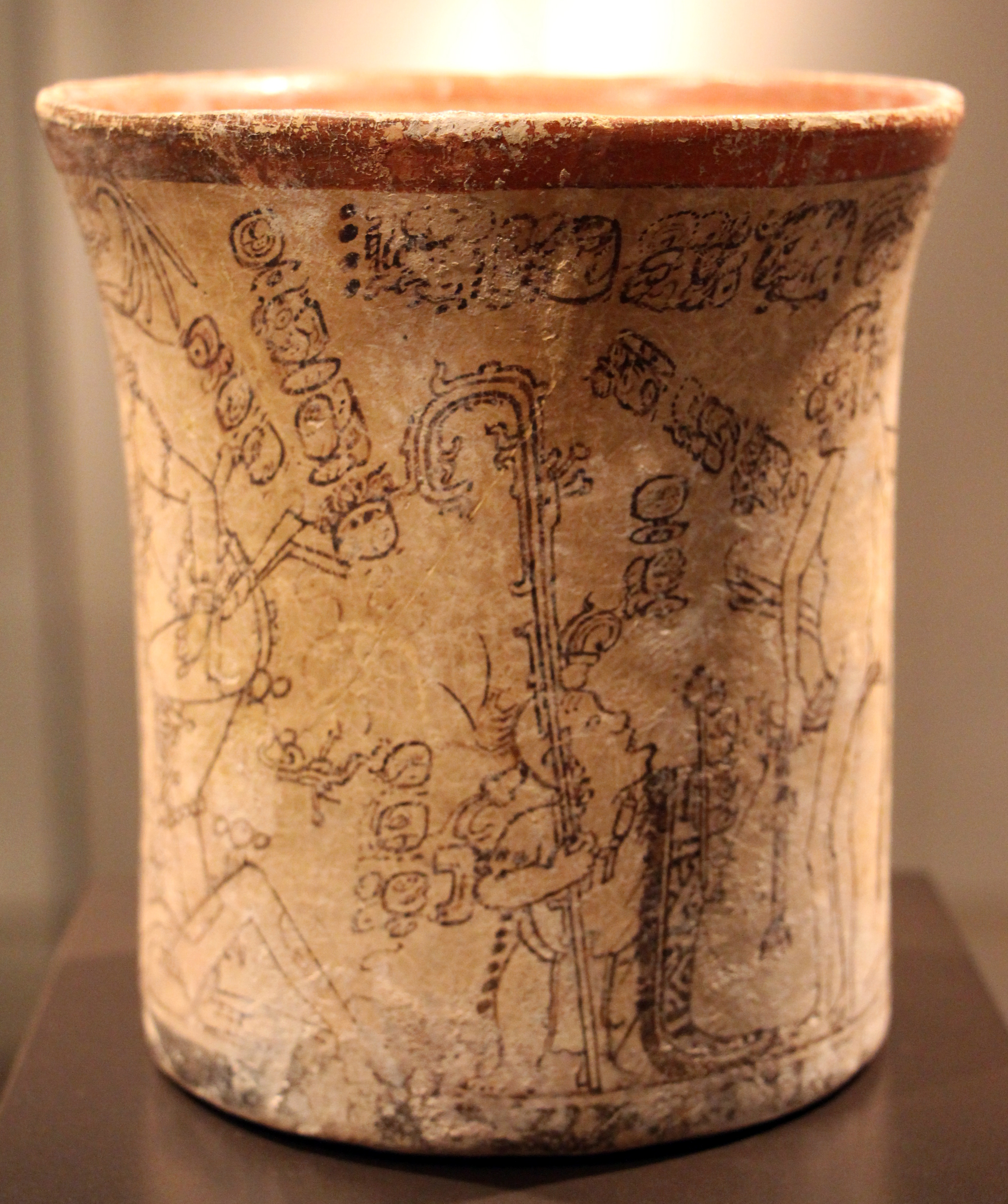
Кубок с мифологической сценой